# Psychroteuthidae
Psychroteuthidae is een familie van weekdieren uit de klasse van de Cephalopoda (inktvissen).

## Geslacht
- Psychroteuthis Thiele, 1920